# Konstytucja Włoch
Konstytucja Republiki Włoskiej (wł. Costituzione della Repubblica Italiana) – najważniejszy akt prawny Republiki Włoskiej, uchwalony 22 grudnia 1947 roku.

## Uchwalenie
2 czerwca 1946 roku zostało przeprowadzone referendum konstytucyjne dotyczące formy państwa oraz wybory do Konstytucyjnego Zgromadzenia Narodowego (Konstytuanty). W referendum sukces odnieśli zwolennicy zniesienia monarchii (54,3% "za" przy frekwencji 89%). Konstytucja została uchwalona 22 grudnia 1947 roku, a weszła w życie z dniem 1 stycznia 1948 roku. Włochy stały się wtedy republiką parlamentarną. Na porządek konstytucyjny Włoch składają się także ustawy konstytucyjne, uchwalane w przypadkach wskazanych przez Konstytucję.

## Zasady
Jest to konstytucja sztywna, która liczy około 150 artykułów. Rozpoczynają ją zasady podstawowe, które ogólnie charakteryzują ustrój, podstawowe prawa jednostki i główne kierunki działania państwa. Konstytucję zamykają postanowienia przejściowe i końcowe.

## Zmiana
Projekt zmiany konstytucji musi być przyjęty dwukrotnie przez obie izby parlamentu w odstępie co najmniej 3 miesięcy. W drugim głosowaniu wymagana jest większość bezwzględna głosów członków każdej izby. Dodatkowo ustawa konstytucyjna powinna być poddana referendum, gdy zażąda tego 500 tys. wyborców lub 5 rad regionalnych albo 1/5 członków jednej z izb. Jeżeli jednak w drugim głosowaniu ustawa konstytucyjna zostanie przyjęta kwalifikowaną większością obu izb (2/3), nie przeprowadza się referendum. Zmiana konstytucji zostaje przyjęta, gdy opowie się za nią w referendum większość głosujących wyborców. Przedmiotem zmiany nie może być republikańska forma rządu. Oznacza to, że monarchia może być przywrócona tylko w drodze uchwalenia nowej konstytucji.
W 1986, 1992 i 1997 powoływano specjalne komisje parlamentarne, składające się z przedstawicieli obydwu izb parlamentu (Commissione Bicamerale), mające na celu opracowanie nowego projektu konstytucji. Żaden z nich nie został jednak przyjęty przez parlament.
4 grudnia 2016 w referendum odrzucona została przyjęta z inicjatywy rządu Matteo Renziego ustawa, która przewidywała zmiany w 47 artykułach konstytucji. Projekt przewidywał:
- zniesienie tzw. doskonałej dwuizbowości, czyli jednakowych uprawnień Senatu i Izby Deputowanych. Senat utraciłby m.in. prawo głosowania nad votum zaufania dla rządu
- likwidację wyborów do Senatu - zamiast 315 senatorów z wyboru zasiadałoby w nim 95 przedstawicieli regionów, w tym 21 burmistrzów miast, oraz 5 senatorów mianowanych przez prezydenta na 7-letnią kadencję.
- likwidację Krajowej Rady Ekonomii i Pracy
- nowy podział kompetencji między państwem a regionami
- likwidację prowincji jako jednostek podziału administracyjnego[1].

## Sąd Konstytucyjny
Składa się on z 15 sędziów wybieranych na 9-letnią kadencję (5 sędziów powołuje prezydent, 5 parlament na wspólnym posiedzeniu, 5 sędziowie wyższych sądów powszechnych i administracyjnych). Do zadań Trybunału Konstytucyjnego należy badanie zgodności ustaw z Konstytucją; z taką inicjatywą mają prawo wystąpić organy ustawodawcze i wykonawcze państwa, region lub dwie prowincje. Trybunał rozstrzyga również spory kompetencyjne pomiędzy władzami państwa, między państwem a regionem oraz między regionami. Organ ten może także orzekać, gdy prezydentowi są postawione zarzuty zdrady stanu lub nieprzestrzegania Konstytucji.